# Regering-Borne I
De regering-Borne I (Frans: Gouvernement Élisabeth Borne I) was de regering van de Franse Republiek van 20 mei tot 4 juli 2022 onder het presidentschap van Emmanuel Macron.
Op 21 juni 2022, twee dagen na de tweede ronde van de parlementsverkiezingen, diende premier Élisabeth Borne het ontslag van haar regering in bij president Macron, die het echter weigerde aan te nemen. Hoewel de regering-Borne II kort daarna werd benoemd, is de regering-Borne I wettelijk gezien niet afgetreden; de regering-Borne I is doorgegaan met een gewijzigde ministersploeg als regering-Borne II, hoewel de Franse regering officieel sinds 20 mei 2022 alleen onder de naam regering-Borne (Gouvernement Élisabeth Borne) bekend stond.

## Ministers
| Ambtsbekleder                         | Ambtsbekleder          | Ambtsbekleder                  | Functie(s)                                 | Ambtstermijn | Ambtstermijn    | Partij     |
| ------------------------------------- | ---------------------- | ------------------------------ | ------------------------------------------ | ------------ | --------------- | ---------- |
|                                       | Élisabeth Borne        | Élisabeth Borne (1961)         | Premier                                    | 16 mei 2022  | 9 januari 2024  | LREM (TDP) |
|                                       | Bruno Le Maire         | Bruno Le Maire (1969)          | Minister van Financiën                     | 17 mei 2017  | heden           | LREM       |
| Minister van Economische Zaken        | Bruno Le Maire         | Bruno Le Maire (1969)          |                                            | 17 mei 2017  | heden           | LREM       |
| Minister van Industriële Zaken        | Bruno Le Maire         | Bruno Le Maire (1969)          | 20 mei 2022                                |              | heden           | LREM       |
|                                       | Gérald Darmanin        | Gérald Darmanin (1982)         | Minister van Binnenlandse Zaken            | 6 juli 2020  | heden           | LREM       |
|                                       | Catherine Colonna      | Catherine Colonna (1956)       | Minister van Buitenlandse Zaken            | 20 mei 2022  | 11 januari 2024 | DVD        |
|                                       | Éric Dupond-Moretti    | Éric Dupond- Moretti (1961)    | Minister van Justitie                      | 6 juli 2020  | heden           | DVG        |
| Zegelbewaarder                        | Éric Dupond-Moretti    | Éric Dupond- Moretti (1961)    |                                            | 6 juli 2020  | heden           | DVG        |
|                                       | Amélie de Montchalin   | Amélie de Montchalin (1985)    | Minister van Ruimtelijke Ordening          | 20 mei 2022  | 4 juli 2022     | LREM       |
| Minister van Duurzame Ontwikkeling    | Amélie de Montchalin   | Amélie de Montchalin (1985)    |                                            | 20 mei 2022  | 4 juli 2022     | LREM       |
|                                       | Pap Ndiaye             | Pap Ndiaye (1965)              | Minister van Nationaal Onderwijs           | 20 mei 2022  | 20 juli 2023    | DVG        |
| Minister van Jeugd                    | Pap Ndiaye             | Pap Ndiaye (1965)              |                                            | 20 mei 2022  | 20 juli 2023    | DVG        |
|                                       | Sébastien Lecornu      | Sébastien Lecornu (1986)       | Minister van de Stijdkrachten              | 20 mei 2022  | heden           | LREM       |
|                                       | Brigitte Bourguignon   | Brigitte Bourguignon (1959)    | Minister van Volksgezondheid               | 20 mei 2022  | 4 juli 2022     | LREM (TDP) |
|                                       | Olivier Dussopt        | Olivier Dussopt (1978)         | Minister van Arbeid en Werkgelegenheid     | 20 mei 2022  | 11 januari 2024 | TDP        |
|                                       | Damien Abad            | Damien Abad (1980)             | Minister van Sociale Zaken                 | 20 mei 2022  | 4 juli 2022     | DVD        |
|                                       | Sylvie Retailleau      | Sylvie Retailleau (1965)       | Minister van Hoger Onderwijs en Wetenschap | 20 mei 2022  | heden           | O          |
|                                       | Marc Fesneau           | Marc Fesneau (1971)            | Minister van Landbouw en Agrarische Zaken  | 20 mei 2022  | heden           | MoDem      |
|                                       | Stanislas Guerini      | Stanislas Guerini (1982)       | Minister van Publieke Diensten             | 20 mei 2022  | 11 januari 2024 | LREM       |
| Minister van Bestuurlijke Vernieuwing | Stanislas Guerini      | Stanislas Guerini (1982)       |                                            | 20 mei 2022  | 11 januari 2024 | LREM       |
|                                       | Yaël Braun-Pivet       | Yaël Braun-Pivet (1970)        | Minister van Overzeese Gebiedsdelen        | 20 mei 2022  | 25 juni 2022    | LREM       |
|                                       | Rima Abdul-Malak       | Rima Abdul-Malak (1979)        | Minister van Cultuur                       | 20 mei 2022  | 11 januari 2024 | DVG        |
|                                       | Agnès Pannier-Runacher | Agnès Pannier- Runacher (1974) | Minister van Energiebeleid                 | 20 mei 2022  | 11 januari 2024 | LREM (TDP) |
|                                       | Amélie Oudéa-Castéra   | Amélie Oudéa- Castéra (1978)   | Minister van Sport en de Olympische Spelen | 20 mei 2022  | heden           | LREM       |

## Viceministers
| Viceministers | Viceministers        | Viceministers                | Portefeuille(s)                           | Ministerie                                  | Ambtstermijn | Ambtstermijn | Partij(en) |
| ------------- | -------------------- | ---------------------------- | ----------------------------------------- | ------------------------------------------- | ------------ | ------------ | ---------- |
|               | Olivier Véran        | Olivier Véran (1980)         | Minister voor Parlementaire Betrekkingen  | Premier                                     | 20 mei 2022  | 4 juli 2022  | LREM (TDP) |
|               | Isabelle Lonvis-Rome | Isabelle Lonvins-Rome (1963) | Minister voor Gelijkheid en Diversiteit   | Premier                                     | 20 mei 2022  | 20 juli 2023 | DVG        |
|               | Gabriel Attal        | Gabriel Attal (1989)         | Minister voor Begrotingszaken             | Financiën                                   | 20 mei 2022  | 20 juli 2023 | LREM       |
|               | Christophe Béchu     | Christophe Béchu (1974)      | Minister voor Territoriale Gemeenschappen | Binnenlandse Zaken en Duurzame Ontwikkeling | 20 mei 2022  | 4 juli 2022  | Horizons   |
|               | Franck Riester       | Franck Riester (1974)        | Minister voor Buitenlandse Handel         | Buitenlandse Zaken                          | 6 juli 2020  | 4 juli 2022  | Agir       |
|               | Clément Beaune       | Clément Beaune (1981)        | Minister voor Europese Zaken              | Buitenlandse Zaken                          | 26 juli 2020 | 4 juli 2022  | LREM       |